# Anders Jonas Ångström
Anders Jonas Ångström (Medelpad, 13 de agosto de 1814 — Uppsala, 21 de junho de 1874) foi um físico sueco. 

## Biografia
Anders Jonas Ångström nasceu em Medelpad, filho de Johan Ångström, e estudou em Härnösand. Ele se mudou para Uppsala em 1833 e foi educado na Universidade de Uppsala, onde em 1839 ele se tornou docente em física. Em 1842, ele foi para o Observatório de Estocolmo para ganhar experiência no trabalho prático de astronomia e, no ano seguinte, foi nomeado guardião do Observatório Astronômico de Uppsala.
Intrigado com o magnetismo terrestre, ele registrou observações de flutuações na intensidade magnética em várias partes da Suécia e foi encarregado pela Academia de Ciências de Estocolmo da tarefa, não concluída até pouco antes de sua morte, de trabalhar os dados magnéticos obtidos por HSwMS Eugenie em sua viagem ao redor do mundo em 1851 a 1853.
Em 1858, ele sucedeu Adolph Ferdinand Svanberg na cadeira de física em Uppsala. Seu trabalho mais importante estava relacionado à condução de calor e espectroscopia. Em suas pesquisas ópticas, Optiska Undersökningar, apresentadas à Real Academia de Ciências da Suécia em 1853, ele não apenas apontou que a faísca elétrica produz dois espectros sobrepostos, um do metal do eletrodo e outro do gás pelo qual passa, mas deduziu da teoria da ressonância de Leonhard Euler que um gás incandescente emite raios luminosos da mesma refrangibilidade que aqueles que pode absorver.  Esta declaração, como Sir Edward Sabine comentou ao lhe conceder a medalha Rumford da Royal Society em 1872, contém um princípio fundamental da análise de espectro e, embora negligenciado por vários anos, o autoriza a ser classificado como um dos fundadores da espectroscopia.
De 1861 em diante, ele deu atenção especial ao espectro solar. Sua combinação do espectroscópio com a fotografia para o estudo do Sistema Solar resultou em provar que a atmosfera do Sol contém hidrogênio, entre outros elementos (1862), e em 1868 ele publicou seu grande mapa do espectro solar normal em Recherches sur le espectro solaire, incluindo medições detalhadas de mais de 1 000 linhas espectrais, que por muito tempo permaneceram autorizadas em questões de comprimento de onda, embora suas medições fossem inexatas em uma parte em 7 000 ou 8 000, devido ao metro que ele usava como padrão ser um pouco curto demais.
Ele foi o primeiro, em 1867, a examinar o espectro da aurora boreal, e detectou e mediu a linha brilhante característica em sua região verde-amarela; mas ele se enganou ao supor que essa mesma linha, que muitas vezes é chamada por seu nome, também pode ser vista à luz do zodíaco.
Ele morreu em Uppsala em 21 de junho de 1874.
Seu filho, Knut (1857–1910), também era físico.

## Principais publicações
- Pesquisas Sobre o Espectro Solar (1869)
- Sobre os Espectros dos Gases Simples (1871)
- Memórias Sobre a Temperatura da Terra